# Basebo
Basebo ist eine Ansammlung von Häusern (By) in der schwedischen Provinz Kalmar län und der historischen Provinz Småland. Die Siedlung liegt rund sieben Kilometer östlich von Hultsfred in der gleichnamigen Gemeinde am See Nerbjärken. Die Straße H699 führt von Hultsfred nach Basebo. Basebo hat (Stand 2016) vier dauerhaft bewohnte Häuser, die Siedlung wird damit verwaltungstechnisch nicht als Ortschaft (tätort) erfasst. Es gibt ein weiteres Haus, das von Touristen gemietet werden kann. Auf dem See Nerbjärken wird im Winter eine Bahn zum Schlittschuh laufen geräumt.

## Name und Geschichte
Basebo hieß früher Baßebode (1546), Baßebodha (1577), Baßegerde (1598), Baßeboo (1680), Basebo (1714) und Bassebo (1880). Seit 1945 ist es unter dem heutigen Namen Basebo bekannt. Der Name "Basebo" kommt vermutlich von dem altschwedischen Vornamen Bassi. Als Basse bezeichnete man einen Eber oder einen großen Mann.
In Basebo wohnten vermutlich bereits in der Eisenzeit Menschen, jedenfalls hat man Reste aus dieser Zeit gefunden, die nun im Vena Heimatmuseum zu besichtigen sind. Die moderne Besiedlung geht auf das 16. oder 17. Jahrhundert zurück.
Auf dem Anwesen Basebo 1:6 wurde 1910 eine Schule errichtet, die die Schule in Sönnerhult ablöste, die zu klein geworden war. Bis zu 50 Kinder besuchten zeitweise die Schule in Basebo. Nach einem Rückgang der Schülerzahlen auf nur noch 10 im Schuljahr 1955/56 wurde die Schule geschlossen. Heute ist das Schulgebäude in Privatbesitz und wird als Wohnung genutzt.